# UFC 76
UFC 76: Knockout（ユーエフシー・セブンティシックス：ノックアウト）は、アメリカ合衆国の総合格闘技団体「UFC」の大会の一つ。2007年9月22日、カリフォルニア州アナハイムのホンダセンターで開催された。

## 大会概要
メインイベントではチャック・リデルが復帰戦でキース・ジャーディンに敗れた。また、PRIDEミドル級の強豪マウリシオ・ショーグン並びに中村和裕がUFCに初参戦したが、いずれも初戦は黒星スタートとなった。
プロデビュー以来12連勝中であったチアゴ・タバレスは、タイソン・グリフィンに0-3の判定負けでキャリア初黒星を喫した。
予定されていたウィウソン・ゴヴェイア対ジェイソン・ランバートのライトヘビー級ワンマッチは、ゴヴェイアの負傷により中止となった。
なお、大会サブタイトルは「ノックアウト」であるが、KO決着となった試合はなかった。

## 試合結果

### プレリミナリィカード
第1試合 ライト級 5分3R
○  マット・ワイマン vs.  小見川道大 ×
3R終了 判定3-0（30-27、29-28、29-28）
第2試合 ヘビー級 5分3R
○  クリスチャン・ウェリッシュ vs.  スコット・ジャンク ×
1R 3:19 ヒールホールド
第3試合 ライト級 5分3R
○  ジェレミー・スティーブンス vs.  ディエゴ・サライバ ×
3R終了 判定3-0（30-27、30-27、30-27）
第4試合 キャッチウェイトバウト（177ポンド） 5分3R
○  リッチ・クレメンティ vs.  アンソニー・ジョンソン ×
2R 3:05 チョークスリーパー
※ジョンソンの体重超過によりウェルター級から変更。

### メインカード
第5試合 ライト級 5分3R
○  タイソン・グリフィン vs.  チアゴ・タバレス ×
3R終了 判定3-0（29-28、29-28、30-27）
第6試合 ライトヘビー級 5分3R
○  リョート・マチダ vs.  中村和裕 ×
3R終了 判定3-0（30-27、30-27、30-27）
第7試合 ウェルター級 5分3R
○  ジョン・フィッチ vs.  ディエゴ・サンチェス ×
3R終了 判定2-1（30-27、29-28、28-29）
第8試合 ライトヘビー級 5分3R
○  フォレスト・グリフィン vs.  マウリシオ・ショーグン ×
3R 4:45 チョークスリーパー
第9試合 ライトヘビー級 5分3R
○  キース・ジャーディン vs.  チャック・リデル ×
3R終了 判定2-1（29-28、29-28、28-29）

### 各賞
ファイト・オブ・ザ・ナイト： タイソン・グリフィン vs. チアゴ・タバレス
ノックアウト・オブ・ザ・ナイト： 該当者なし
サブミッション・オブ・ザ・ナイト： フォレスト・グリフィン
各選手にはボーナスとして40,000ドルが支給された。